# Ampoule hépatopancréatique

Ampoule de Vater (en rose).

Pour les articles homonymes, voir ampoule.
L'ampoule hépatopancréatique, anciennement appelée ampoule de Vater, est un organe qui déverse la bile et les enzymes pancréatique dans le duodénum. Elle est formée par la réunion, au bord mésentérique du duodénum, du canal cholédoque (amenant la bile issue du foie et de la vésicule biliaire) et du canal de Wirsung (canal pancréatique principal) amenant les sécrétions du pancréas.

## Description
L'ampoule hépatopancréatique s'ouvre à la face mésentérique du deuxième duodénum (D2), au niveau de la papille duodénale majeure.
Elle est entourée d'un système sphinctérien, le muscle sphincter de l’ampoule hépatopancréatique (anciennement sphincter d'Oddi), constitué d'un sphincter commun distal et de deux sphincters propres au canal cholédoque et au canal pancréatique principal. L'activité du sphincter hépatopancréatique est modulée par plusieurs hormones. Au cours du repas, la libération de cholécystokinine en provoque le relâchement et permet l'arrivée de la bile et des sécrétions pancréatiques dans l'intestin.
Plusieurs médicaments agissent également sur ce sphincter ; c'est le cas de la morphine qui provoque une contraction du sphincter hépatopancréatique.
Chez certaines personnes, une tumeur peut se développer dans l'ampoule et empêcher les sécrétions pancréatiques et biliaires de se déverser dans le duodénum. Cette tumeur porte de nom d'ampullome. Il s'agit toujours d'une tumeur maligne qu'il convient de réséquer.